# Mycotypha indica
Mycotypha indica är en svampart som beskrevs av P.M. Kirk & Benny 1985. Mycotypha indica ingår i släktet Mycotypha och familjen Mycotyphaceae.   Inga underarter finns listade i Catalogue of Life.